# チョン・ジェヨン
チョン・ジェヨン（정 재영、1970年11月21日 - ）は、 韓国の俳優。2015年の主演映画『正しい日 間違えた日(原題：今は正しくあの時は間違い)』では、第68回ロカルノ国際映画祭、および第9回アジア太平洋映画賞の主演男優賞を受賞した。

## 略歴
- 1990年　本名のチョン・ジヒョン（정 지현／Jeong Ji-hyeon／鄭 志賢）として映画デビューを果たす（映画『びりから一等までうちの組を探します』）。
- 2000年　映画『ゴーストタクシー』への出演から、芸名をチョン・ジェヨン（정 재영／Jeong Jae-yeong／鄭 在詠）に変更。
- 2001年  主役級の役割を演じた映画（『ガン&トークス』）が初めて韓国国内の年間観客動員数ランキングの10位以内に入る。
- 2003年　映画『シルミド』で重要な役割を演じ、その演技により翌年に初めて助演男優賞（第25回青龍映画賞男優助演賞）を受賞する。この映画は韓国国内のこの年の観客動員数ランキングの第1位を記録する。
- 2004年　主演映画『小さな恋のステップ』で、初めて主演男優賞（第25回釜山映画祭主演男優賞）を受賞する。
- 2005年　主演映画『トンマッコルへようこそ』が韓国国内のこの年の観客動員数ランキングの第2位を記録する。チョン・ジェヨン自身は第5回ディレクターズカットアワード今年の俳優賞を受賞する。
- 2007年　法的手続きを経て、本名をチョン・ジヒョンからチョン・ジェヨンに改名する。
- 2008年　主演映画『神機箭』が第46回大鐘賞最優秀作品賞、編集賞、音響編集賞を受賞する。この映画と『カン・チョルジュン 公共の敵1-1 』の二つの出演作品がこの年の観客動員数ランキングの10位以内に入る。
- 2010年　主演映画『黒く濁る村』の演技によって、韓国国内の映画賞を総なめにする（第31回青龍映画賞主演男優賞、第11回大韓民国演芸文化賞映画俳優部門男子大賞等）。
- 2015年　主演映画『正しい日 間違えた日』によって、第68回ロカルノ国際映画祭、および第9回アジア太平洋映画賞の主演男優賞を受賞し、国際的な評価を高める。

## 人物

### 本名で活動した時期―長い下積み時代について
- チョン・ジェヨンの役者としての大きな特徴は、韓流の現代ドラマの財閥の御曹司や時代劇の英雄に代表されるような特別な人ではなく、ごく普通の暮らしを営む無名の人を好んで演じることにある。普通の人間が突然降ってわいたハプニングや不幸な出来事、ときには幸せな体験によって変容していく過程を根気強く演じることを通して、人間の本質を捉えようとする姿勢は彼の最大の魅力である。深い演技の背景には、自然体で生きることを重視する人生観・人間性、演じる役柄に誠実に向き合おうとする想い、映画の物語展開に対する冷静な分析力、撮影現場における柔軟な瞬発力・表現力が感じられる。彼は俳優を天職と感じているが、お金も名誉もなく過ごした時代もあっただけに、「演技という仕事を遂行する平凡な俳優として生きたい」と考え、自尊心を守ってスター意識に支配されないようにしたいと思っている[1]。チョン・ジェヨン自身が述べているように、彼が韓国映画界屈指の演技派俳優として認められるまでには長い道程があった。
- チョン・ジェヨンはソウル特別市出身で、漢陽高等学校を卒業した後に、ソウル芸術専門大学（現・ソウル芸術大学）の演劇科に進学している[2]。高校時代には記者かプロデューサーになりたいと思っていたが、演劇部の教員の提案で、韓国の全国青少年演劇祭で演劇『春の日』を演じたところ最優秀演技賞を受賞し、演劇に対して興味を抱くようになったという[3]。また、大学時代にサークルの1年先輩であるチャン・ジンと出会ったことは、チョン・ジェヨンの人生に大きな影響を与えたと思われる。チャン・ジンは監督・脚本家として、チョン・ジェヨンは俳優として、ともに支え合って映画製作を行っている。チャン・ジンが監督した映画作品のうちチョン・ジェヨンが出演した作品には、『あきれた男たち』（1998年）、『SPYリー・チョルジン　北朝鮮から来た男』（1999年）、『極端な一日』（2000年）、『ガン&トークス』（2001年）、『小さな恋のステップ』（2004年）、『拍手する前に去れ』（2005年）、『偉大なる系譜』（2006年）、『クイズ王』（2010年）がある。また、チャン・ジンが脚本を書いた映画『トンマッコルへようこそ』（2005年）にも出演している。チョン・ジェヨンはこれらすべての作品で主役を務めているわけではなく、端役による出演もある。ふたりは長きにわたってよきパートナー関係を維持している。
- 映画デビューは1990年であり、演劇デビューは1995年である[2]。映画出演第1作目の映画『びりから一等までうちの組を探します』で与えられたのは端役であり[4]、その後10年近く売れない俳優として下積み生活を送っている。なお、デビュー以降2000年まではチョン・ジヒョンという本名を用いて芸能活動を行っている。
- 私生活では、チョン・ジェヨンが妻に初めて会ったのは1997年であり、可愛いので交際したいとすぐに思ったという。交際を始めてからは、いつも一緒にいたいので結婚したいと考えたが、その当時の彼は映画の端役しかもらえず、年収が200万～300万ウォンしかなかった。当然のことながら妻の両親は結婚に猛反対し、チョン・ジェヨンはしばらくの間会社員としての生活を送ったこともあるという。彼は当時を振り返って、俳優としてもう少し名前が売れてから結婚する方法もあったと思うが、俳優になる夢よりも妻との愛の方が大切であったと語っている。結局彼は1998年に結婚し、会社員であった妻や妻の実家が家計を支えた。さらにチョン・ジェヨンは、自分には人格的に無計画な側面があるが妻がその欠点を補ってくれているとし、恋愛や結婚では自分とは異なる人格的側面のある人に本能的に惹かれるのかもしれないと述べている[5]。

### 改名後の経緯―映画の主演俳優として認められるまで
- 無名時代に結婚したチョン・ジェヨンは、なかなか売れないのは僧侶のような名前がよくないからではないか、という義母の助言を入れて芸名を変えたという[5]。1999年に義母のつけた芸名がチョン・ジェヨンであり、映画『ゴーズトタクシー』（2000年）からクレジットにこの名前が用いられている。改名が功を奏したのかどうかは別として、2000年前後からは映画で重要な役割が割り当てられるようになっている。そして、売れ始めた頃には彼はもう妻帯者であるだけでなく一児の父親であった。彼が初めて話題性の高い映画の主役としてクレジットに名を連ねたのは、2001年公開の『ガン&トークス』であった。盟友チャン・ジン監督によって、すでに名前の売れていたシン・ヒョンジュン、シン・ハギュン、ウォンビンとともに、主役の4人の殺し屋のうちの最も比重の低い役を演じる機会を与えられた。この映画はその年の観客動員数ランキングの第7位となり（87万人の動員）[6]、彼の名前はようやく世間に知れ渡った。ちなみに、2007年にはチョン・ジェヨンという芸名を本名にするために、法的な手続きを行っている[7]。
- 1990年の映画デビュー以降長い下積み時代を過ごしたチョン・ジェヨンが、演技者としての実力を本当に認められたのは、映画『シルミド』（2003年）であった。これは韓国で1968年に実際に起こったシルミド事件（実尾島事件）を題材とした映画であり、韓国国内で1,108万人もの観客を動員し、2003年の観客動員数ランキングの第1位に輝いている[8]。チョン・ジェヨンはこの映画で、助演でありながら主演といってもよいほど重要な役割を果たしている。具体的には、北朝鮮における極秘任務を志し仲間の死に耐えながら激しい戦闘訓練を受けたものの、最終的には国家に裏切られた一兵士の激しい苦悩を表現して、第25回青龍映画賞男優助演賞を獲得している。
- 2004年公開の映画『小さな恋のステップ』はチャン・ジンの監督作品である。この映画でチョン・ジェヨンは、かつては一流の野球選手であったけれども今では二軍落ちし、恋人にも別れを告げられた男を演じている。彼は惨めな男に突然に舞い降りた新しい恋のときめきと、それに伴う心の再生を柔らかく演じて、第25回釜山映画評論家協会賞の男優主演賞を受賞し、安定感のある演技のできる主演俳優として確実に認知された。
- 『シルミド』『小さな恋のステップ』に出演して以降のチョン・ジェヨンのキャリアは順調であり、毎年のように芸術性や話題性の高い映画に主演し、多数の映画賞を受賞している。また、映画館に観客を呼ぶことのできる俳優としても評価されるようになっている。
- 映画『トンマッコルへようこそ』（2005年）は1950年代の朝鮮戦争を題材として、チャン・ジンが脚本を手がけ、パク・クァンヒョンが監督を務めた作品である。山あいの村トンマッコルで本来は敵味方にわかれるはずの北朝鮮軍兵士や国連軍のアメリカ人兵士が秘かに友情を育み、この村を戦争の砲火から守るために一致団結して命を賭ける物語のなかで、チョン・ジェヨンは北朝鮮の人民軍将校を演じている。そして、最初は韓国軍兵士に対して強い警戒心を抱いたものの、徐々に打ち解けていく経過を情感豊かに表現して、第5回ディレクターズカットアワード今年の俳優賞を獲得している。また、この映画は韓国国内で800万人の観客を動員し、2005年の観客動員数ランキングの第2位を記録している[9]。
- 映画『正しく生きよう』（2007年）では、チョン・ジェヨンは銀行強盗逮捕のための模擬訓練で、犯人役に抜擢された警官を演じている。そして、馬鹿真面目な性格ゆえに要領よく訓練を終わらせられず、最終的には特殊部隊まで投入され事の次第がテレビで全国中継されるようになるまで行動をエスカレートさせていく様子を、あるときはシリアスに、あるときはコミカルに描いている。この作品によって彼は第5回最高の映画賞（マックスムービー）主演男優賞を受賞している[10]。また、この映画は2007年の韓国国内の観客動員数ランキングの第8位となっている（219万人の動員）[11]。
- 映画『彼とわたしの漂流日記』（2008年）では、チョン・ジェヨンは自殺に失敗してソウルを流れる漢江の小島に漂流し自給自足の生活を始めた男を演じており、高層マンションの窓辺から望遠鏡を通して偶然彼を見つけた引きこもりの女との奇妙ではあるが温かい交流の深まりを丁寧に描いている。この映画の撮影は渡り鳥保護区域で行われており、それまで一切撮影不可能であったが初めて許可されたという[12]。また、チョン・ジェヨンはこの映画によって第32回黄金撮影賞主演男優賞を受賞している[13]。『正しく生きよう』『彼とわたしの漂流日記』に象徴されるような奇想天外な物語展開を含んだ映画は、下手をすれば現実味に欠ける軽薄な作品となる危険性もあるが、チョン・ジェヨンの確かな演技力によって、あり得ない話でありながら共感をよぶ人間臭い作品に仕上がっている。
- 映画『神機箭』（2008年）は李氏朝鮮の世宗の時代（15世紀）を題材とした時代劇であり、チョン・ジェヨンは仲間とともに世界初の連発ロケット火砲である神機箭（シンギジョン）の開発に尽力する商人を伸びやかに演じている。彼はトピックとして、映画なかでキスをしたのはこの映画が初めてであると明かしている。キスシーンの撮影が予定された日には煙草もコーヒーも控えたが撮影はなく、煙草もコーヒーも控えなかった翌日に撮影が行われたという[14]。この映画は質の高さを評価されて、第46回大鐘賞の最優秀作品賞、編集賞、音響編集賞を受賞している[15]。チョン・ジェヨン自身も大鐘賞の主演男優賞にノミネートされたが、惜しくも受賞を逃している。また、この映画は2008年の韓国国内の観客動員数ランキングの6位となっている（372万人の動員）[16]。さらに2008年には彼はソル・ギョング主演の人気映画シリーズ『公共の敵』の3作目『カン・チョルジュン 公共の敵1-1 』にも敵役の暴力団のボスとして出演している。この映画は観客動員数ランキングの4位となっており、彼の二つの出演作品が10位以内にランクインしている。

### 円熟期―実力と人気を兼ね備えた俳優として
- 映画『黒く濁る村』（2010年）によって、チョン・ジェヨンは韓国映画の主演俳優として押しも押されもせぬ地位を築いている。この映画で彼はかつて刑事であったものの、信仰深い祈祷師のもとで理想の村興しを手伝い村長となり、その村の権力を一手に握った人物を演じている。また、刑事時代から70代までの30年以上の歳月を演じ、最終的には祈祷師の死後に葬儀のために村にやって来た彼の息子によって善人の仮面を剥がされ、どす黒い闇の部分を顕わにしていく過程を鬼気迫る勢いで表現している。インタビュー[17]によれば、カン・ウソク監督は原作を読んだときから、主演はチョン・ジェヨンをおいて他にないと直感したという。そして、チョン・ジェヨンが完全に老人になっていなければ意味がないと考えて、高級車1台分の金額を費やしたかつらを準備し特殊メイクを施したという。善と悪の交錯する複雑な人物の長年の軌跡を追ったチョン・ジェヨンの演技は絶賛を浴び、その年の韓国国内の映画祭の主演男優賞を総なめにしている。愛情深い妻に支えられて俳優生活を続けてきた彼は、第31回 青龍映画賞の授賞式で妻に対する謝辞を述べている。妻の名前の読み方は北朝鮮の最高指導者金正恩と同じであるようで、「北朝鮮のキム・ジョンウンではなく、私の妻キム・ジョンウンに受賞の栄光を捧げる」とユーモアたっぷりに語っている[5]。
- 映画『殺人の告白』（2012年）に関連するインタビュー（2012年11月）[18]によれば、実力と人気を兼ね備えた俳優として、沢山の仕事のオファーを受けるチョン・ジェヨンの、出演作品の選択基準は、監督のキャリアや依頼された役柄の性格や個性よりも、面白いストーリーかどうかであるという。その作品が売れるかどうかについては気にしていない。映画のジャンルにもこだわりはなく、これまでもスリラー、アクション、コメディ等の様々な分野の映画に出演している。彼にとって重要なのは演じることであり、「演技をしなければ何をしながら生きていくのか。上手にやれなくてもやらなくては！」と考えている。さらに、彼は俳優を理論的に何かを確立する必要がない職業と捉えており、固定観念を捨てて速く吸収し敏感に変化することを重視している。その意味ではアクションも身体ではなく、感情でするものと捉えており、日頃は特に運動はしていない。アクション自体は撮影時に教えてもらい練習しながら行うが、アクションにおいても大事なことは感情の吐露であると考えている。
- 映画『正しい日 間違えた日』（2015年）によって、チョン・ジェヨンの評価は国際的なものとなっている。第68回ロカルノ国際映画祭では彼自身が主演男優賞を受賞するとともに、国際コンペティション部門のグランプリである『金豹賞』を獲得している。この映画祭で韓国俳優が主演男優賞を獲得するのは初めてであるという[19]。第9回アジア太平洋映画賞（Asia Pacific Screen Awards）でも主演男優賞を獲得している[20]。
- チョン・ジェヨンが私生活を語ることはあまりないが、家庭生活は円満である。仕事を休むときには考え事も休み、暇なときには何もせず、家でテレビや映画を見ることを楽しむという[18]。また、2014年4月の時点で11歳と15歳のふたりの息子がいることを公表している[21]。公表された年齢はおそらく韓国流に数え年で示されていると思われる。

## 出演作品

### 映画
チョン・ジヒョン名義時代
- びりから一等まで僕たちのクラスを訪ねます（朝鮮語版） (1990)　原題：꼴찌에서 일등까지 우리반을 찾습니다
- パク・ボンゴン家出事件（朝鮮語版） (1996)　原題：박봉곤 가출사건
- グリーンフィッシュ (1997)　原題：초록물고기
- 産婦人科 (1997)　原題：산부인과
- クワイエット・ファミリー（朝鮮語版） (1998)　原題：조용한 가족
- あきれた男たち (1998)　原題：기막힌 사내들
- SPY リー・チョルジン 北朝鮮から来た男（朝鮮語版） (1999)　原題：간첩 리철진
- ダイ・バッド 死ぬか、もしくは悪になるか（朝鮮語版） (2000)　原題：죽거나 혹은 나쁘거나

チョン・ジェヨン（改名後の出演作品）
- ゴーストタクシー（朝鮮語版）(2000)　原題：공포택시
- 極端な一日 (2000)　原題：극단적 하루
- ガン&トークス (2001)　原題： 킬러들의 수다
- 血も涙もなく（朝鮮語版） (2001)　原題：피도 눈물도 없이
- 聞くなファミリー（朝鮮語版） (2002)　原題：묻지마 패밀리
- 復讐者に憐れみを (2002)　原題：복수는 나의 것
- シルミド (2003)　原題：실미도
- 小さな恋のステップ（朝鮮語版） (2004)　原題：아는 여자
- かわいい (2004)　原題：귀여워
- トンマッコルへようこそ (2005)　原題：웰컴 투 동막골
- 拍手する時に去れ（朝鮮語版） (2005)　原題：박수칠 때 떠나라
- ウェディング・キャンペーン（朝鮮語版） (2005)　原題：나의 결혼원정기
- ぼくら特殊発掘捜査隊 無くなった黄金佛像を探せ!（朝鮮語版） (2006)　原題：마이 캡틴, 김대출
- 偉大なる系譜（朝鮮語版） (2006)　原題：거룩한 계보
- My Son ~あふれる想い~（朝鮮語版） (2007)　原題：아들
- 正しく生きよう (2007)　原題：바르게 살자
- カン・チョルジュン 公共の敵1-1 (2008)　原題：강철중: 공공의 적 1-1
- 神機箭（朝鮮語版） (2008)　原題：신기전
- 彼とわたしの漂流日記 (2008)　原題： 김씨표류기
- 黒く濁る村 (2010)　原題：이끼
- クイズ王 (2010)　原題：퀴즈왕
- ホームランが聞こえた夏 (2010)　原題：글러브
- カウントダウン (2011)　原題：카운트다운
- 殺人の告白 (2012)　原題：내가 살인범이다
- タイム・クライム (2013)
- さまよう刃 (2013)
- プランマン (2013)
- ソニはご機嫌ななめ (2013)
- プランマン〜恋のアラームが止まらない!（2014）
- 王の涙-イ・サンの決断- (2014)
- 恋するインターン 〜現場からは以上です!〜（朝鮮語版）（2015）原題：열정 같은 소리 하고 있네 - ハ・ジェグァン 役[22]
- 正しい日 間違えた日（2015）
- 思悼（サド）（2015）
- デュエル〜愛しき者たち〜 (2017)
- 感染家族（2019）
- ノリャン -死の海-（2024） - 陳璘 役

### テレビドラマ
- 『ラスト・チャンス! 愛と勝利のアッセンブリー』（2015／KBS） - チン・サンピル 役
- 『デュエル』（2017／OCN） - チャン・ドゥクチョン 役
- 『ジャスティス-検法男女-』
  - シーズン1(2018／MBC) - ペク・ボム 役
  - シーズン2(2019／MBC) - ペク・ボム 役
- 『大丈夫じゃない大人たち〜オフィス・サバイバル〜』 (2021／MBC) - チェ・バンソク 役

### 舞台
- 『安重根』 (1995)
- 『マジック・タイム』 レオティジ役(1998)
- 『無駄骨』(1998)
- 『虚蕩』 チャン・トクペ役(1999)
- 『ライアー』 トゥルートゥン役(1999)
- 『拍手するとき発て』 チョン・ハヨン役(2000)
- 『ウェルカム・トゥー・トンマッコル』(2002)
- 『タクシードライバー』(2004)

### ミュージックビデオ
- DJ DOC 『捜査班長』(映画『かわいい』の映像から)
- Daylight 『知り合いの女』（映画『小さな恋のステップ』の映像から）

## 受賞歴
- 2004年 第25回青龍映画賞 男優助演賞　『シルミド』
- 2004年 第25回釜山映画祭 主演男優賞 『小さな恋のステップ』
- 2005年 第5回ディレクターズカットアワード　今年の俳優賞　『トンマッコルへようこそ』
- 2007年 第5回最高の映画賞（マックスムービー）　主演男優賞　『正しく生きよう』
- 2009年 第32回黄金撮影賞　主演男優賞受賞 『彼とわたしの漂流日記』
- 2010年 第19回 釜日映画賞　男優主演賞　『黒く濁る村』
- 2010年 第31回 青龍映画賞　主演男優賞　『黒く濁る村』
- 2010年 第18回大韓民国文化芸能大賞 映画部門大賞 『黒く濁る村』
- 2010年 第11回 大韓民国演芸文化賞　映画俳優部門　男子大賞　『黒く濁る村』
- 2010年 第11回 大韓民国映像大典　フォトジェニック賞 映画俳優部門　『黒く濁る村』
- 2015年 第35回韓国映画評論家協会賞 主演男優賞　『正しい日 間違えた日』
- 2015年 第68回ロカルノ国際映画祭　主演男優賞　『正しい日 間違えた日』
- 2015年 第9回アジア太平洋映画賞（Asia Pacific Screen Awards）　主演男優賞　『正しい日 間違えた日』